# Hälden
Hälden ist ein zu den Bretzfelder Ortsteilen Geddelsbach und Adolzfurt zählender Wohnplatz im Hohenlohekreis im nördlichen Baden-Württemberg.

## Geographie

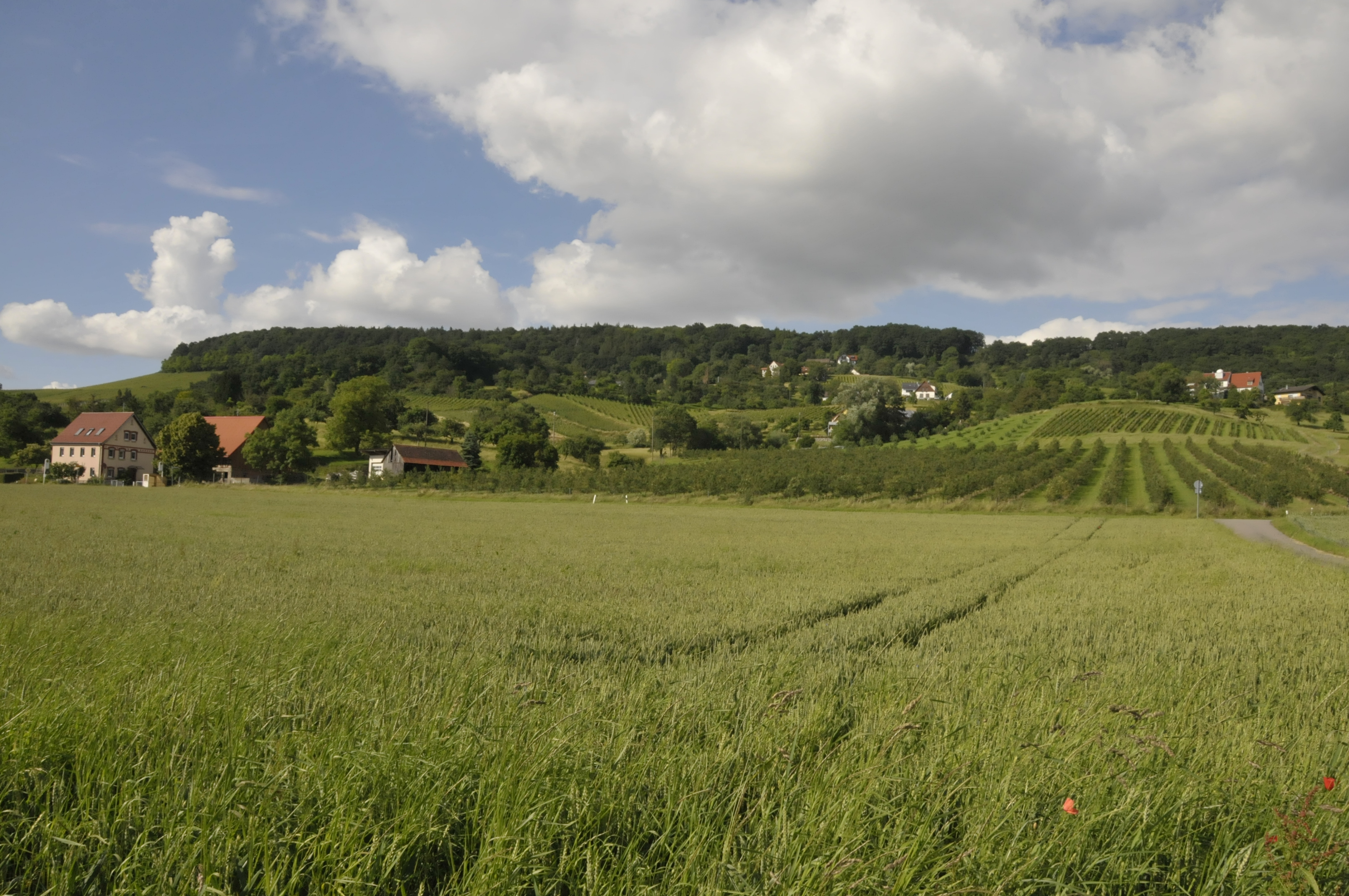

Hälden besteht aus Einzelhöfen und einigen Wochenendhäusern, die zwischen Weingärten zerstreut auf dem nach Südwesten abfallenden Hang an der rechten Talseite der Brettach liegen. Die Anwesen liegen teils auf der Markung von Geddelsbach, teils auf der Markung von Adolzfurt, so dass der Wohnplatz zu beiden Bretzfelder Ortsteilen zählt.
Unterhalb von Hälden fließt der weniger als einen Kilometer lange Landgraben in einer anfangs bewaldeten Hangkerbe hinab zur Brettach.

## Geschichte
Hälden entstand vermutlich im Zuge der Intensivierung des Weinbaus in Brettachtal im frühen 16. Jahrhundert. Der Ort wurde 1573 noch Buchhorner Hälde (nach dem nahen Ort Buchhorn) genannt. Um 1860 wurden 30 Einwohner gezählt.